# Majdan (rejon czortkowski)
Majdan – wieś na Ukrainie w rejonie czortkowskim należącym do obwodu tarnopolskiego.
W okresie międzywojennym wieś należała do gminy Kopyczyńce w powiecie kopyczynieckim województwa tarnopolskiego.
Pierwsza wzmianka w dokumentach o Majdanie pochodzi z 1564 r. W 1902 wybudowano tu murowany kościół pw. Świętej Rodziny. W 1929 r. erygowano rzymskokatolicką parafię, należącą do dekanatu Czortków.
W 1921 r. wieś liczyła 191 zagrody oraz 944 mieszkańców, w tym 838 Polaków, 53 Rusinów (Ukraińców) i 53 Żydów. W latach 1943–1945 oddziały nacjonalistów ukraińskich z UPA zamordowały w kilku napadach 154 Polaków, w tym ks. proboszcza Wojciecha Rogowskiego.
Po ekspatriacji Polaków w 1945 r. kościół został zamknięty. Przez kilka lat służył jako magazyn, obecnie w stanie ruiny.
Romuald Dobrzański Niesiewicz herbu Sas (ur. 1826 w Kopyczyńcach) – dziedzic Majdanu.
Do 2020 w rejonie husiatyńskim. 